# Łuhanśke (rejon kalmiuski)
Łuhanśke (ukr. Луганське) – wieś na Ukrainie, w obwodzie donieckim, w faktycznie niefunkcjonującym rejonie kalmiuskim, od 2014 pod kontrolą marionetkowej, zależnej od Rosji Donieckiej Republiki Ludowej. W 2001 liczyła 1489 mieszkańców.